# Монархизм в России

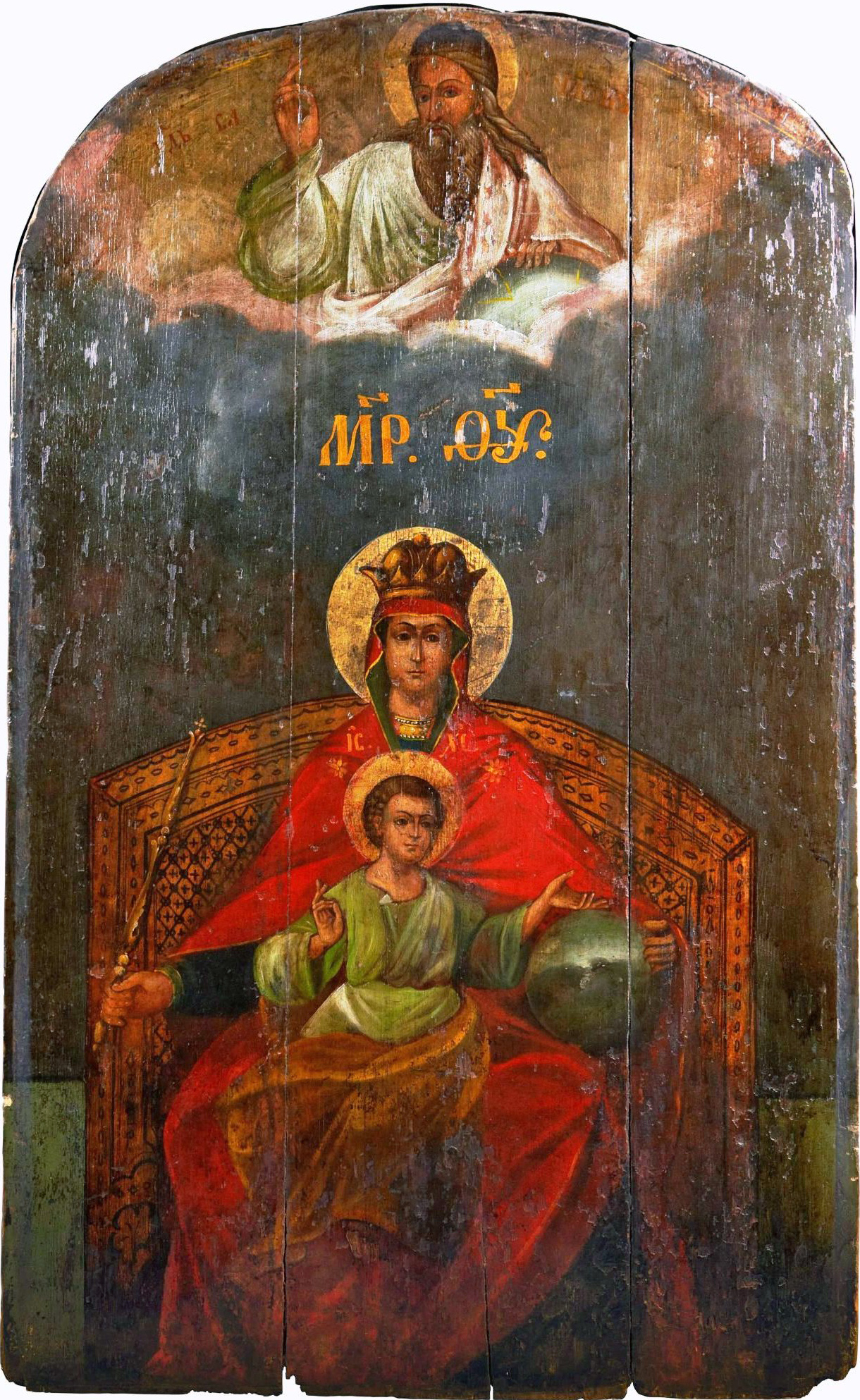
Икона Божией Матери «Державная»

Монархизм в России опирается на историю российской монархии, в том числе самодержавие, включает ряд теоретических богословских и политических положений и продвигает идею монархии как государственного устройства России.
В Российской империи первые политические организации монархического толка стали появляться в 1880-е годы, особенно активно монархическое движение развивалось в период с 1905 по 1917 год. Именно тогда возникли такие крупные монархические организации, как Союз русского народа, выступавший за сохранение самодержавия, и Союз 17 октября, поддерживавший установление в России конституционной монархии.
Революция 1917 года привела к падению монархического строя и запрету монархических организаций в России, деятельность монархистов была почти полностью парализована, началась гражданская война, в результате которой большинство видных деятелей монархического движения погибли или оказались в эмиграции.
Симпатии к монархии проявляют некоторые влиятельные представители Русской православной церкви. После распада СССР в России снова стали появляться монархические организации. В 2012 году возникла первая официально зарегистрированная Монархическая партия России, также провозглашающая целью установление конституционной монархии.

## Характеристика
Радикальные монархисты могут быть участниками радикальных православных движений.
По мнению религиоведа Бориса Кнорре, решение вопроса, кто виноват в убийстве царской семьи, стало камнем преткновения в среде православных монархистов — водоразделом между теми, кто согласен воспринимать революционные события в историческом плане, и ультранационалистическими монархистами, которые склонны к мистическому взгляду, предпочитают в отношении России говорить о «метаистории» — эта группа в современное время представляет царебожничество. Первые считают, что участие в цареубийстве и в кровавом перевороте «тайных сил» не снимает вину за это новое «распятие Христа» с русского народа. Вторые утверждают, что сам русский народ, был «обманут тайными слугами антихриста», «не распинал Христа», а вина его лишь в попустительстве злу, совершённому «жидомасонскими силами».
Многие православные иерархи и писатели считают падение монархии божественным наказанием для русского народа за его многолетние прегрешения и нарушение Соборной клятвы 1613 года, а возвращение монархии — с его прощением после покаяния.
Антисемитская идеология постсоветского околоцерковного монархизма имеет своим источником антисемитскую литературу конца ХIХ — начала XX века. В первую очередь отмечается «карловацкий след» в традиции русского православия. Будучи исторически тесно связанной с фашистскими режимами Европы, идеология РПЦЗ восприняла антисемитские мифы. Хотя зарубежники стремились к сохранению дореволюционных традиций, однако по причине своей политизации Зарубежная церковь проявляла симпатии к праворадикальным режимам.
В последние годы существования СССР происходил процесс формирования идеологии нового православного монархизма. Его сторонники внимательно ознакомились с наследием политической мысли православного фундаментализма дореволюционного и эмигрантского периодов, интерпретировали на основе этих позиций события Перестройки и заложили основы современной монархической политической историософии и эсхатологии.
Постсоветская политическая эсхатология заимствовала из эмигрантской религиозной историософии интерпретационные схемы, которые стали применяться для осмысления событий смены режима в СССР. Одним из главных методов «работы с эмпирическим материалом» в данном контексте является обнаружение «духовных смыслов», сводящихся к тому, что авторитарная, в идеале — монархическая, форма управления Россией считается инструментом Божьего попечения о спасении избранных людей в условиях воцарения антихриста.
Конфронтационная идеология советской пропаганды, предлагавшая трактовку внешней политики, имеет близость к современной религиозной политической эсхатологии. Бывшими советскими людьми, воспитанными в атмосфере подозрительности или ненависти к Западу, привычно воспроизводится образ «естественного врага» родины и нации. Эта ситуация является причиной того, что многие российские коммунисты и посткоммунисты становятся фактическими союзниками православных монархистов. И те, и другие понимают СССР как «удерживающего» — силу, мешавшую США и их союзникам везде в мире навести свой порядок. Получила популярность также идея православной монархии, следующая из функции «удерживающего», поскольку речь идёт не столько о политической власти, сколько о религиозной миссии спасения мира от сатанинских сил.
Известный апокриф, который помещик Николай Мотовилов приписывал своему собеседник Серафиму Саровскому: «Россия сольётся в одно море великое с прочими землями и племенами славянскими … Грозное и непобедимое царство всероссийское, всеславянское — Гога Магога, пред ним все народы в трепете будут» (его приводит, в частности, издание «Россия перед Вторым пришествием») — в контексте эсхатологических ожиданий современных монархистов сформировал образ тысячелетнего русско-славянского царства. В том же контексте находится образ царя Николая II с «усеченной главой», копирующий образ Иоанна Предтечи, пророка Мессии — искупительная жертва за грехи, совершённые русским народом, являющаяся залогом грядущего возрождения России и становления Нового Царства.
Ряд позднесоветских и постсоветских радикальных православных монархических националистических групп («Память», «Отечество», «Русское национальное единство» и др.) может именоваться черносотенными, поскольку разделяет идеи этого движения начала XX века.

## Дореволюционный период
Как следует из теории монархии, монархия тесно связана с религией, так как считается, что монарх посредством Церкви получает Божье благословение на правление, от чего именуется Божьим помазанником и несёт перед Богом ответственность за свой народ.

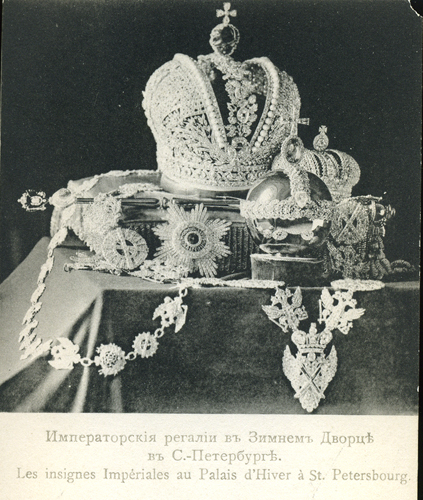
Российские коронные регалии на открытке, конец XIX — начало XX века

Часто считается, что русская монархия имеет православное происхождение, однако до крещения Руси в стране также был монархический строй. Впервые классическая монархия была установлена на Руси в 1547 году, когда московский митрополит Макарий совершил венчание на царство великого князя Ивана IV Грозного из династии Рюриковичей, используя византийский православный обряд, предположительно, принесённый на Русь бабушкой Ивана Софией Палеолог. Согласно этой традиции, православное вероисповедание обязательно для русских монархов и тех, с кем они вступают в брак. При этом большинство наиболее авторитетных российских историков (например, Р. Г. Скрынников и др.) полагают, что до венчания Ивана Грозного в России также существовал монархический строй, в котором функцию монархов выполняли новгородские, киевские, московские и владимирские великие князья. 21 февраля (13 марта) 1613 года после оглашения решений Земского собора и венчания на царство боярина Михаила Романова в России воцарилась династия Романовых. При Петре I была провозглашена Российская империя, и глава государства стал именоваться императором, который при этом носил титул «защитника Церкви», фактически контролируя Русскую православную церковь, до 1905 года имевшую статус государственной.
Сторонником абсолютной монархии был историк Николай Карамзин, который изложил эти взгляды, в частности, в своём фундаментальном труде «История государства Российского». Так, описывая первые века Руси, Карамзин говорит:

Великие народы, подобно великим мужам, имеют своё младенчество и не должны его стыдиться: отечество наше, слабое, разделенное на малые области до 862 года, по летосчислению Нестора, обязано величием своим счастливому введению Монархической власти.

Идеологически целостное течение монархизма начало формироваться в России в первой половине XIX века, в период царствования Николая I.

### Теория официальной народности
Данная разработка отечественного министра просвещения графа Сергея Уварова стала одним из первых ярких трудов, в котором была обоснована необходимость самодержавия в Российской Империи. Так, Уваров писал о том, что Россия — страна, имеющая особый путь, отличный от западных стран. Их порядки неприменимы к русской государственности, которая должна выработать собственный вектор развития. Обеспечение этого независимого развития возможно исключительно при реформах «сверху», исходящих от прочной монархической власти, которая защищает страну от влияния идей запада, потрясённого Великой французской революцией. Главная формула теории Уварова — «самодержавие, православие, народность». Это три составляющие, которые, по его мнению, и должны обеспечить процветание России. Самая важная роль, при этом, отводится именно самодержавию и православной вере, тогда как народность представлена менее ясно: Уваров признаёт многонациональность России, однако при условии уважения другими народами духовных ценностей русского народа, церкви.

### Другие дореволюционные идеологи монархизма
Концепция Уварова легла в основу множества будущих статей и трудов идеологов монархического и консервативного направлений. Так, редактор журнала «Московские ведомости» Михаил Катков следовал за теорией Уварова в аспекте отношения последнего к самодержавию как к единственному пути спасения для России от европейского воздействия. Деятельность Каткова пришлась на период европейских революций 1830-х, а затем 1840-х годов, что отразилось на его идеях: он считал, что только сильная царская власть способна оградить Россию от революционной волны. В своих статьях Катков жёстко критиковал идею сдержек и противовесов, разделение властей. Он полагал, что такая система не способствует, а, напротив, препятствует формированию единого сильного государства. Кроме того, Михаил Никифорович даже выступал против правительства во главе с министрами как ветви исполнительной власти, в связи с чем резко отзывался о реформах Александра II, считая их не более, чем министерским произволом. Таким образом, любые проявления «многовластия», по мнению Каткова, лишь ослабляли русскую государственность.
В Российской империи первые политические организации монархического толка стали появляться в 1880-е годы, особенно активно монархическое движение развивалось в период с 1905 по 1917 год. При поддержке императорского двора и РПЦ проводились регулярные всероссийские монархические съезды, известные под разными названиями: «Всероссийский монархический съезд», «Всероссийский съезд русских людей», «Всероссийский съезд людей земли русской», «Всероссийский съезд объединённого русского народа» и другие. Важную роль на них играли такие политические объединения как «Русская монархическая партия», «Чёрная сотня» и другие.
В 1913 году широко праздновалось 300-летие дома Романовых. Историк Юлия Кантор, опираясь на документы и мемуары, полагает, что по результатам юбилейных торжеств у царской семьи сложилось слишком благостное впечатление о происходящем в стране, что впоследствии роковым образом сказалось на монархии.

## Революция и гражданская война
В ходе Февральской революции 1917 года единственной силой, активно выступившей в защиту монархии, стал отряд полковника А. П. Кутепова, который вёл бои с восставшими в Петрограде 27 февраля 1917 года.
Лидеры Белого движения провозглашали принцип непредрешения — вопрос об определении будущего политического устройства и формы правления России откладывался до победы над красными и должен был быть решён через созыв Учредительного собрания. Главнокомандующий вооружёнными силами белых на Юге России А. И. Деникин отмечал, что громадное большинство командного состава и офицерства его армии были монархистами, но при этом мало интересовались политикой. На Востоке России после прихода к власти в ноябре 1918 года А. В. Колчака правые и монархические круги в Белом движении получили наибольшее влияние. С. В. Волков считает, что «в целом дух белых армий был умеренно-монархическим», при этом Белое движение не выдвигало монархических лозунгов.
В период гражданской войны под монархическими лозунгами проходили Большеазясьское восстание и Сережское восстание. В 1922 году во Владивостоке был проведён Приамурский земский собор, который провозгласил восстановление монархии. С именем великого князя Михаила Александровича выступали Р. Ф. Унгерн и И. Н. Соловьёв.

## В изгнании
На начало 1917 года династия Романовых насчитывала 65 членов (в том числе 32 представителя мужского пола), 18 из которых (в том числе 13 мужчин) были убиты большевиками в 1918—1919 годах в Екатеринбурге, Алапаевске, Петербурге. Спасшиеся 47 человек оказались в изгнании за границей (в основном во Франции и США).
Даже после окончательной победы большевиков в России монархисты продолжали свою борьбу, как агитационную, так и военную. В начале 1920-х годов для органов ОГПУ борьба с монархистами была одним из приоритетных направлений деятельности. Опасаясь монархического реванша при поддержке эмиграции и правительств «буржуазных стран», чекисты организовывали тотальный контроль за малейшими проявлениями монархических настроений, выявленных монархистов часто казнили без суда. Самой громкой операцией советских спецслужб против монархического подполья стала операция «Трест», в результате которой была ликвидирована подпольная монархическая организация в СССР, парализована работа «Боевой организации РОВС», выявлены и нарушены каналы связи советских подпольщиков и эмиграции. В 1929 году штабс-ротмистр Альберт Христианович Шиллер, участник Первой мировой войны и Гражданской войны, по поручению генерала Петра Владимировича Глазенапа нелегально пересёк границу СССР и создал в Ленинграде подпольную монархическую группу. Отряды монархистов на Дальнем Востоке вели партизанскую войну против советской власти до 1930-х годов. Великая княжна Ольга Константиновна в ноябре-декабре 1920 года была регентом Греции и приняла в страну часть беженцев из России. В 1942 году двоим представителям Дома Романовых предлагали черногорский престол.
В годы советской власти центр деятельности русских монархистов был вынужденно перенесён на Запад. Там жили члены династии Романовых. В то время в российском эмигрантском монархическом движении было три основных течения: «кирилловцы», «николаевцы» и «младороссы». «Кирилловцы» (они же легитимисты) поддерживали великого князя Кирилла Владимировича, в 1924 году в связи с убийством императора Николая II, его сына и наследника Алексея Николаевича и отказом от престола Михаила Александровича, объявившего о принятии на себя прав и обязанностей Императора Всероссийского. «Николаевцы» (они же непредрешенцы) поддержали великого князя Николая Николаевича-младшего, заявившего о том, что форму правления определит «народ», а в случае выбора в пользу монархии тот же «народ» изберёт и монарха. «Младороссы» (Союз «Молодая Россия») собирались строить новую Россию «на монархическом фундаменте», но «учтя глубинные, неотвратимые процессы, произошедшие на Родине».
Высший монархический совет — монархическая организация, созданная русскими эмигрантами в 1921 году в Рейхенгаллье, в 1921 году она провела там Первый монархический съезд. На съезде бесспорным авторитетом среди русских монархистов была признана вдовствующая императрица Мария Фёдоровна. Вопрос о престолонаследии был признан несвоевременным, поскольку не исключалась возможность спасения императорской семьи.
В 1921 году в Париже бывшими офицерами Российской императорской армии создан и зарегистрирован «Союз ревнителей памяти императора Николая II»; в 1929 году — «Российский имперский союз-орден».
Философ Иван Ильин в 1950-е годы в эмиграции в сборнике «Наши задачи» писал о состоянии монархизма в этот период: «Русский народ имел Царя, но разучился его иметь. Был Государь, было бесчисленное множество подданных; но отношение их к Государю было решительно не на высоте. За последние десятилетия русский народ расшатал своё монархическое правосознание и растерял свою готовность жить, служить, бороться и умирать так, как это подобает убежденному монархисту… единой и организованной монархической партии, которая стояла бы на страже трона и умела бы помогать монарху — не было».

## Постсоветский период
В 1981 году в лике мучеников Русской православной церковью заграницей, а в 2000 году Русской православной церковью как святые царственные страстотерпцы канонизирована семья Николая II, убитая революционерами в 1918 году в Екатеринбурге. На месте убийства построен и открыт в 2003 году один из крупнейших православных храмов России — Храм на Крови, считающийся многими главной достопримечательностью города. Ведётся строительство других храмов по пути от места прибытия семьи в город к месту расстрела (в 2017 году открыт храм Порт-Артурской иконы у автомоста на Транссибе, который падал на Транссиб). РПЦ играет ключевую роль в таких мероприятиях, как 300-летие дома Романовых 1913 года и 400-летие дома Романовых, отмечавшееся в течение 2013 года, в связи с чем Екатеринбург в третий раз в истории посетил глава РПЦ.
Некоторые православные верующие выступают за канонизацию Царя Ивана IV Грозного. Особую роль взаимодействию православной религии и монархизма отводят последователи «учения о царе-искупителе» и движения «Богородичный центр», которые РПЦ считает неканоническими.
Часть монархистов поддерживают наследников великого князя Кирилла Владимировича на Российский престол, объединившись вокруг Марии Романовой. Другие же монархисты признают только права Кирилла Владимировича и его сына Владимира Кирилловича, отрицая при этом права дочери последнего Марии Владимировны, как родившейся от морганатического брака. Данную позицию занимает «Всероссийский Монархический Центр» и некоторые другие организации. Кроме того на современном этапе развития в России существует множество монархических партий и организаций «непредрешенческого» толка, такие как «Союз русского народа», «Союз Михаила Архангела», «Союз православных хоругвеносцев» и др.
Основными монархическими организациями и партиями, созданными в сегодняшней России, являются Монархическая партия Российской Федерации, Всероссийский Монархический Центр (председатель Николай Лукьянов), Российский Имперский Союз-Орден, движение «За Веру и Отечество» (руководитель — Константин Касимовский), Российское Монархическое общественное Движение (руководитель с 2011 года Сергей Михайлович Чесноков; основатель и руководитель Движения (1999—2011) —— Кирилл Немирович-Данченко), Российское Дворянское Собрание (предводитель — князь Григорий Гагарин).
В 1993 году «покаяние за грех цареубийства от лица всей Церкви» было принесено патриархом Алексием II: «Мы призываем к покаянию весь наш народ, всех чад его, независимо от их политических воззрений и взглядов на историю, независимо от их этнического происхождения, религиозной принадлежности, от их отношения к идее монархии и к личности последнего Российского Императора».
В сентябре 2006 года Всероссийский центр изучения общественного мнения (ВЦИОМ) провёл опрос на указанную тему. Вопрос о восстановлении монархии посчитали актуальным 10 % опрошенных. Примерно столько же (9 %) посчитали монархию оптимальной для России формой правления. В случае всенародного голосования по данному вопросу, 10 % опрошенных отдали бы свои голоса в пользу монархии, 44 % проголосовали бы против, 33 % проигнорировали бы референдум. При этом, в случае, если на трон будет претендовать «достойный кандидат», в пользу монархии высказываются до 19 % опрошенных, ещё 3 % — сторонники монархии, уже определившиеся с личностью монарха. В целом, монархические настроения сильнее среди лиц с высшим и незаконченным высшим образованием, чем среди лиц со средним и незаконченным средним; сильнее у москвичей и петербуржцев, чем у жителей других городов. В опросе ВЦИОМ в марте 2013 года определённо в пользу монархии высказались 11 % респондентов, не имеют ничего против монархии 28 %. Схожие цифры были получены и в опросе в 2017 году.
С 2005 года по благословению петербургского митрополита Владимира (Котлярова) проводится ежегодный крестный ход из Санкт-Петербурга в Екатеринбург, символизирующий покаяние.
В сегодняшней России до 2012 года монархисты не участвовали в борьбе политических партий, но они активно участвуют в общественной жизни: проводятся просветительские мероприятия, совместные акции с Русской православной церковью, акции в пользу нуждающихся детей из бедных семей, мероприятия для военнослужащих. В 1999 году движение «За веру и отечество» предпринимало попытку участия в выборах в Государственную Думу, но не было допущено к выборам. В 2012 году уральским политиком и предпринимателем Антоном Баковым была создана и зарегистрирована под Екатеринбургом Монархическая партия Российской Федерации, которая стала первой с 1917 года легальной российской монархической партией и в сентябре 2013 года приняла участие в муниципальных выборах. 1 февраля 2013 года партия провела в Париже I конгресс монархических сил, заявив одним из направлений деятельности консолидацию российских и зарубежных монархистов. Лидер партии Антон Баков связывает существующую в РФ светскую власть с древним языческим культом, считает монархию единственным конструктивным путём развития российской политики и в 2013 году представил книгу на эту тему. В 2017 году Баков объявил о намерении баллотироваться от Монархической партии на пост президента РФ на выборах 2018 года. Одним из пунктов программы Бакова является создание «монархического интернационала».
Выступая 6 марта 2013 года в Москве после богослужения в честь 400-летия дома Романовых, патриарх Кирилл заявил: «Церковь не выносит политических суждений и далека от светской оценки деятельности государей, но мы с благодарностью Богу можем сказать, что венценосные правители земли нашей всегда оставались верными Церкви и православию, в самые особенно тяжелые моменты обращались к Богу».
В 2013 году спикер Русской православной церкви протоиерей Всеволод Чаплин заявил, что церковь не исключает возрождения монархии в России. В 2015 году он предложил совместить в России монархию и социализм.
В июле 2015 года в России и на Украине широко отмечалось 1000-летие преставления святого князя Владимира Крестителя, в связи с чем особо подчёркивалась роль произведённого им Крещения Руси в становлении русского государства. Крестный ход на Царские дни в Екатеринбурге собрал около 60 тысяч человек. Значительный резонанс также вызвало сделанное в этом же месяце заявление прокурора Крыма Натальи Поклонской, что отречение Николая II не имеет юридической силы.
В начале 2016 года 
Монархическая партия России объявила о готовности идти на выборы в Госдуму, в 2017 году её лидер Антон Баков баллотировался на должность президента России. В июле 2017 года другой спикер РПЦ, митрополит Иларион (Алфеев), заявил, что «в РПЦ готовы принять участие в диалоге о восстановлении монархии в России».
Всероссийский монархический центр утверждает, что «Российская Империя не была упразднена в установленном порядке (на Учредительном собрании). В соответствии с нормами международного права она считается государством, утратившим юридическую дееспособность. Действие её нормативно-правовых актов временно приостановлено, но может быть возобновлено в любой момент». Однако, 5 (18) января 1918 года Всероссийское Учредительное собрание провозгласило Российскую Демократическую Федеративную Республику.

### Переход Карла-Эмиха Лейнингенского в православие

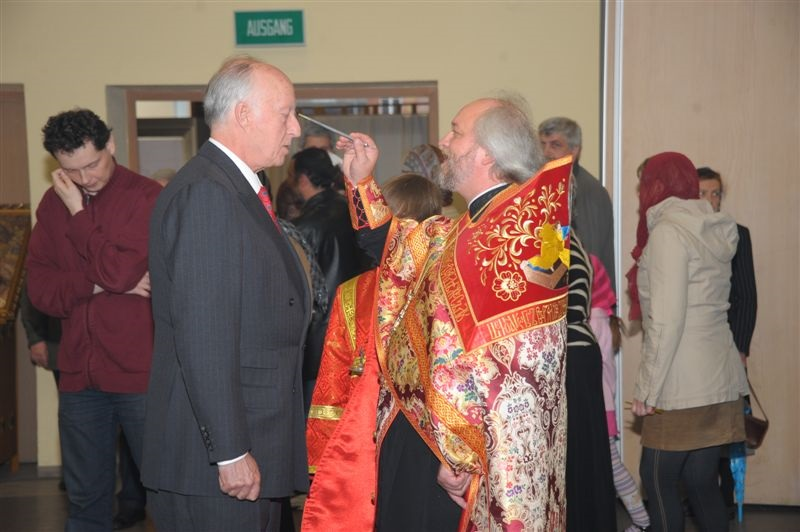
Переход Карла-Эмиха Лейнингенского в православие

В июне 2013 года созданная годом ранее и официально зарегистрированная современными российскими властями Монархическая партия Российской Федерации объявила о переходе в православие немецкого принца Карла-Эмиха Лейнингенского, принявшего имя Николай Кириллович. Он является неморганатическим наследником по линиям Кирилла Владимировича и Александра II, а также потомком британской королевы Виктории. Монархическая партия называет его наиболее легитимным с точки зрения Основных государственных законов Российской империи, ссылаясь на статьи 35 и 36. Его право на наследование российского престола в случае принятия православия признают такие современные исследователи русского монархизма, как Станислав Думин и Е. В. Алексеев, причём последний подчёркивает: «Создаётся впечатление, что данный вопрос крайне запутан и неоднозначен. Вовсе нет. Просто надо чётко следовать букве и духу закона, а не пытаться их подстраивать в угоду своим политическим пристрастиям или околонаучным концепциям». На сайте связанного с партией «Международного монархического института» 18 июня 2013 года появилось заявление главы канцелярии Марии Романовой А. Закатова, в котором выражена негативная реакция на переход принца Лейнингенского в православие. В заявлении права Марии Владимировны на престол обосновываются, в числе прочего, связью с царским домом Грузии. 29 июля партия опубликовала «Экспертное заключение о неравнородности брака Вел. Кн. Владимира Кирилловича», в котором доказывается неправомочность претендентства Марии Владимировны, общий смысл которого в том, что Россия завоевала Грузию, следовательно, грузинские монархи не могут считаться равнозначными для брачных союзов с российскими монархами. Равнородный брак может быть только между суверенными монархами, но князья Багратион-Мухранские с 1801 года были вассалами Российских императоров и не получили статус владетельного Дома при вхождении Картли-Кахетинского царства в состав России. Потому брак главы Дома Романовых — Владимира Кирилловича с княжной Леонидой Багратион-Мухранской является мезальянсом, нарушающим ст. 36 и 188 Основных законов Российской империи. Монархическая партия России включила князя Николая Кирилловича в состав наблюдательного совета «Императорского дворцового фонда», который занимается постройкой в России по старым проектам трёх царских дворцов, которым будут приданы представительские и туристические функции с целью популяризации идеи монархизма в стране. Через Николая Кирилловича партия обратилась к Владимиру Путину с просьбой о содействии в создании в Екатеринбурге города-государства «Императорский всероссийский престол» с аналогичными задачами.

### 400-летие дома Романовых, Царские дни
В 2013 году во множестве мест в России состоялись многочисленные мероприятия, приуроченные к 400-летию дома Романовых. Основными организаторами выступили государство и РПЦ. Ведущая роль в организации была отведена государством созданному в 2012 году Российскому историческому обществу (РИО), которое называется преемником основанного в 1866 году Императорского Русского исторического общества. Его глава — председатель Госдумы Сергей Нарышкин. К началу работы Земского собора 1613 года было приурочено февральское заседание общества, где была озвучена необходимость в «едином учебнике истории». Основные мероприятия были проведены летом и были приурочены к венчанию Михаила Фёдоровича на царство 11 (21) июня 1613 года в Успенском соборе Московского Кремля.

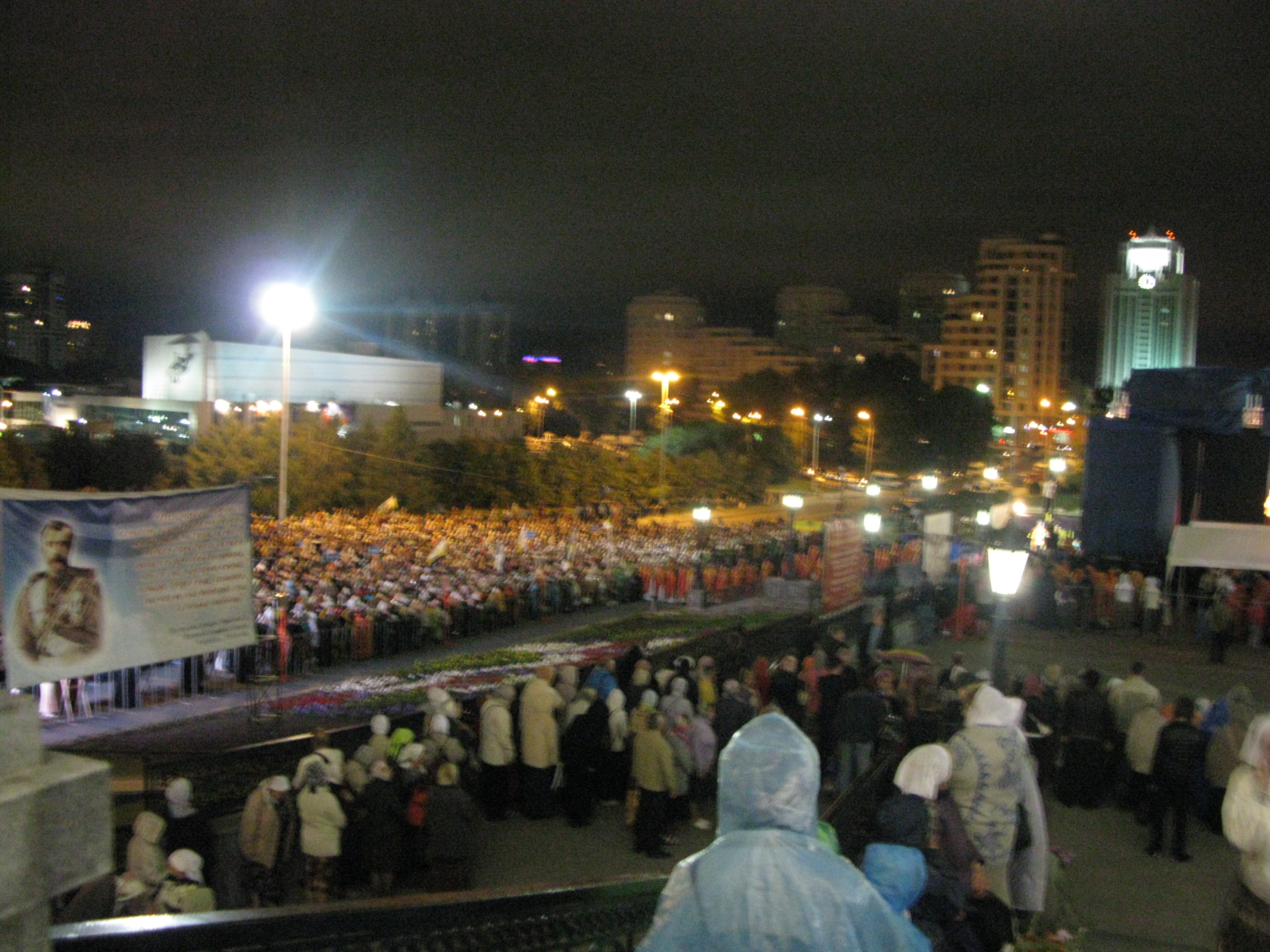
Крестный ход на Царские дни в Екатеринбурге в 2013 году

В 2018 году Царские дни в Свердловской области были приурочены к 100-летию гибели членов семьи Романовых в Екатеринбурге и Алапаевске, в связи с чем празднования носили расширенный характер, что включало пятидневный визит главы РПЦ и заседание Священного синода. В екатеринбургском микрорайоне Академический в ознаменование 100-летия именем лейб-медика царской семьи доктора Евгения Боткина, расстрелянного вместе с Романовыми, назвали новый бульвар, примыкающий к корпусам Уральского государственного медицинского университета и заводу по производству кардиостимуляторов.
Царские дни, включающие паломничество в Екатеринбург, в 2018 году проводились также в Костроме, где находится Ипатьевский монастырь в котором до венчания жил Михаил Фёдорович.

## Иконография

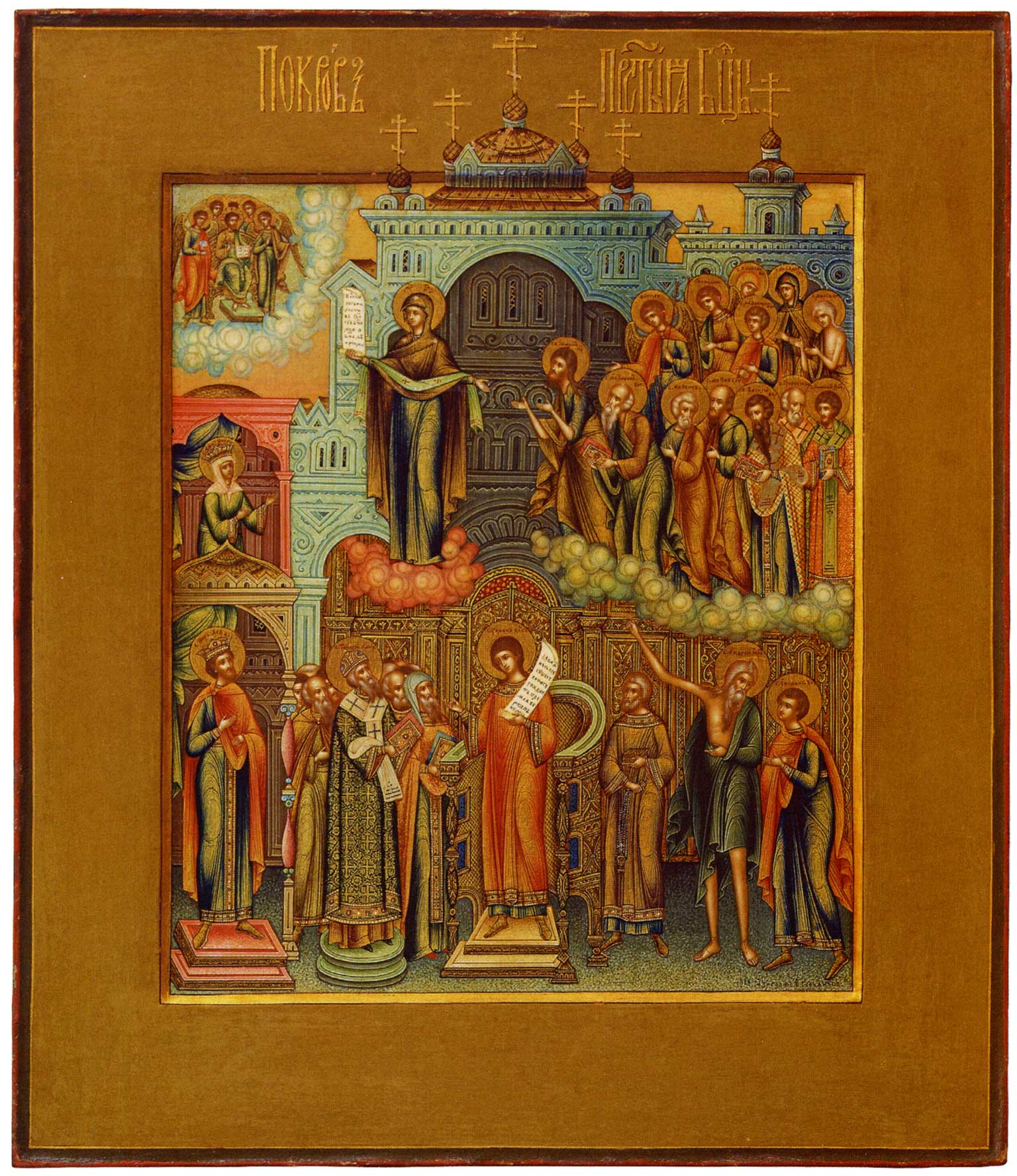
Икона Покрова Пресвятой Богородицы «Монархическая», Василий Гурьянов, 1907

В 1907 году по результатам III Всероссийского монархического съезда, проводившегося при поддержке императора Николая II и Русской православной церкви, придворным иконописцем Василием Гурьяновым под руководством великого русского художника Виктора Васнецова специально для общих собраний монархистов была написана Икона Покрова Пресвятой Богородицы «Монархическая», а праздник Покрова Богородицы был установлен как главный праздник всех русских монархических сил. Оригинальная икона в настоящее время считается утраченной.
С переломным для российской монархии началом XX века многие православные связывают почитаемую чудотворной икону Божией Матери «Державная», обретённую в день отречения Николая II от престола. Изображённая на ней со скипетром и державой Богородица трактуется как истинная обладательница царской власти на время наступления тяжёлых для страны времён. Икона считается главной святыней русских монархистов и знаменует предсказанное рядом пророчеств возвращение монархии в будущем.

## Оценки
Положительную оценку самодержавия в России приводит Михаил Ломоносов в своём труде «Древняя российская история»: 

…примечаю несходство, что Римское государство гражданским владением возвысилось, самодержавством пришло в упадок. Напротив того, разномысленною вольностию Россия едва не дошла до крайнего разрушения; самодержавством как сначала усилилась, так и после несчастливых времён умножилась, укрепилась, прославилась. Благонадёжное имеем уверение о благосостоянии нашего отечества, видя в единоначальном владении залог нашего блаженства, доказанного толь многими и толь великими примерами.— Ломоносов М. В. Древняя российская история
Владимиру Ленину принадлежит такая оценка:

Надо ясно понять, какую ложь говорят народу те люди, которые стараются выставить царское правление самым лучшим правлением. В других странах, говорят эти люди, правление выборное; там выбирают богатых, а богатые правят несправедливо, притесняют бедных. В России же правление не выборное; правит всем самодержавный царь. Царь выше всех, и бедных и богатых. Царь справедлив, дескать, ко всем, и бедным и богатым одинаково.
 Такие речи — одно лицемерие. Всякий русский человек знает, какова справедливость нашего правления.— Ленин, «К деревенской бедноте» (1903)
Экономист Евгений Ясин высказал мнение, что: «цари в России были, а справедливости для всех при них никогда не было. Никогда! В народной памяти остался миф: царь — это ясно солнышко, у него духовная связь с народом. А бояре плохие, делают за его спиной гадости, поэтому их нужно присмирять».
По словам начальника Московского отдела Российского Имперского Союза-Ордена Антона Любича главной проблемой монархического движения в современной России является проблема самоидентификации. По его мнению подлинный монархизм строится на идее законности Государя, на защите ценностей свободы и справедливости, а любые попытки назвать «монархизмом» идеи возрождения социалистического тоталитаризма лишь дискредитируют монархическую идею в глазах общественности и вводят их в заблуждение относительно того, что в действительности есть монархия.
Вопрос о престоле, с точки зрения политического технолога Станислава Белковского, важен потому, что «единственная форма, при которой в России возможна демократия, есть конституционная монархия, так как наследственный монарх не подвержен коррупции в такой степени, как временно избираемые правители (из-за чего политологи нередко называют власть в России клептократией, охлократией, трайбализмом). Монарх пожизненно связан с престолом, отвечает за него потомством и воспринимает его как долг, а не как способ наживы, что позволяет ему эффективно выполнять функции общего антикоррупционного контроля за подчинёнными ему выборными демократическими институтами, армией и прочими структурами». Белковский поддерживает идею призвания на царство иностранного потомка Романовых, что считает «залогом формирования качественной правящей элиты вместо той суррогатной, что сложилась сейчас».